# جون كلاير (صحفي)
جون كلاير (بالإنجليزية: John Clare)‏ (صحفي) (وُلد عام 1955) مؤلف وصحفي ويعمل مديرًا تنفيذيًا لشركة ليونز دين للاتصالات (LionsDen Communications).
كان جون منتجًا ويعمل مراسلًا بشركة أخبار التلفزيون المستقلة (ITN)، حيث قام بتغطية بعض الأخبار البارزة في ثمانينيات القرن العشرين، والتي من بينها الاضطرابات في أيرلندا الشمالية ومجزرة هانغرفورد
وكارثة ملعب هيسل ومحاكمة مشجعي ليفربول
وحريق إستاد كرة القدم برادفورد ومحاكمة «مفجر فندق برايتون»، باتريك ماكجي ومعاونيه
ومحاكمات مزرعة برودواتر.
علاوةً على ذلك، بمعاونة المراسل ديفيد تشاتير، قام بتغطية أحداث التجديف التاريخي المنفرد للاعب توم ماكلين على طول المحيط الأطلنطي، وهو إنجاز لا يزال توم يحتفظ به كرقم قياسي عالمي في السرعة.
وفي صحيفة الدايلي ميل، كان يعمل كاتبًا بارزًا ومحررًا مكلفًا.
وُلد جون في مانشستر وتلقى تعليمه في مدرسة كاسكينمور الشاملة في أولدهام ورفض الالتحاق بالجامعة؛ ليحجز مكانًا له لحضور دورة تعليمية يديرها المجلس الوطني لتدريب الصحفيين.
لقد كان أول عمل له في مجال الصحافة في الصحيفة المشهورة بفوزها بالجوائز ساوز لندن برس، حيث تعاقد للعمل تحت إشراف محرر الصحيفة الأسطوري إتش إتش (ماكس) وول.
ثم تركها بعد ذلك ليعمل في مكتب لندن للصحف المتحدة، والناشرين من يوركشاير بوست، إلى جانب شفيلد تيليغراف الصباحية وعدد من الصحف المسائية والأسبوعية التي تصدر في شمال إنجلترا.
عمل جون كذلك فترات غير رسمية كمراسل في صحف مختلفة في شارع فليت، بما في ذلك دايلي ميل وذا أوبسيرفر ونيوز أوف ذي وورلد، تلك الصحيفة التي عمل بها في نهاية المطاف كأصغر مراسل سنًا في هذا الوقت، حيث كان عمره وقتها 22 عامًا.
وعمل أيضًا بصحيفة تيمز نيوز كباحث/محرر مساعد عام 1997، ثم أصبح بعدها واحدًا من أوائل محرري الأخبار في تي في إيه إم، وهي أول خدمة تليفزيونية تجارية تعرض صباحًا في المملكة المتحدة، ليلتحق بها قبل ثلاثة أشهر من انتقال المحطة إلى البث على الهواء في فبراير 1983. وقد كان رائدًا في هذا المجال، حيث تم استبدال رؤية «الخمسة المشاهير» الخاصة بالتليفزيون الواعي بثورة جريج دايك المستوحاة من شخصية الدمية رولاند رات، والتي سرعان ما كسبت المعركة لصالح المتابعين في الفترة الصباحية.
ومجددا تركها وعمل بشركة أخبار التليفريون المستقلة (ITN) في عام 1984. وفي عام 1987، أصبح رئيس تحرير تليفزيون عطلة نهاية الأسبوع اللندنية الإخبارية (LWT News)، وهو البرنامج الإخباري التجاري المستقل الأول من نوعه في بريطانيا.
وفي عام 1992، أسس شركة ليونز دين للاتصالات، وحاليًا يعترف به كخبير في مجال الاتصالات، والتقديم والمعالجة الإعلامية، لا سيما في قطاع الصناعات الدوائية.
درب جون آلاف الأطباء والعلماء والمسؤولين التنفيذيين في القطاع الدوائي على الاتصال الواضح، وناقش الموضوعات المتعلقة بمجال الاتصالات في المؤتمرات الدولية.
كذلك، درب الأشخاص على التحقيقات البرلمانية، وجلسات الاستماع التنظيمية، وساعدهم في إعداد الإعلانات التي تكلف مئات الملايين من الجنيهات.
وفي عام 2006، حصل على جائزة قضاة البيان (Communiqué Judges Award) عن إسهاماته في اتصالات الرعاية الصحية المتميزة. ويكتب جون لصالح صحيفة بم ليف (PMLive)، ويجري كذلك مقابلات مع كبار الشخصيات في مجال الصناعات الدوائية بشكل منتظم.
وقد ألف كتابين هما: الزراعة العضوية والمعالجة الإعلامية وتقرير خاص من سكريب (SCRIP) (The Organ Farm and Media Handling and a SCRIP special report)، و«براءات الاختراع والمرضى والأرباح: التغطية الإعلامية لمجال الصناعة الدوائية» (Patents, Patients and Profits: Media reporting of the Pharmaceutical Industry).
وكان من المقرر أن يقوم جاور (Gower) بنشر كتابه المتعلق بتقديم البيانات الطبية في خريف 2011.

## وصلات خارجية
- Features and interviews for PMLive
- Patents, Patients and Profits: Media reporting of the Pharmaceutical Industry
- Communique Award Winners 2006
- John Clare's website[وصلة مكسورة]